# Difosforpentoxide
Fosforpentoxide is een anorganische verbinding met als brutoformule P4O10. De witte kristallijne vaste stof is het anhydride van fosforzuur. Het is een krachtig droogmiddel en reageert exotherm met water, onder vorming van fosforzuur.

## Synthese
Difosforpentoxide wordt bereid door elementair fosfor met voldoende zuurstof te verbranden:
{\displaystyle {\ce {P4 + 5O2 -> P4O10}}}
Tijdens het grootste deel van de 20e eeuw werd difosforpentoxide gebruikt als uitgangsmateriaal voor de bereiding van geconcentreerd fosforzuur. In het thermische proces wordt het difosforpentoxide dat tijdens de verbranding van witte fosfor ontstaat opgelost in verdund fosforzuur waarbij geconcentreerd fosforzuur ontstaat. Verbeteringen in de filtratietechniek leiden er momenteel toe dat het "natte-fosforzuurproces" steeds belangrijker wordt. Het grootste voordeel daarbij is dat niet eerst witte fosfor gemaakt hoeft te worden. De dehydratatie van fosforzuur om difosforpentoxide te maken is niet praktisch: bij verwarming ontleedt fosforzuur voor het water verliest.

## Structuur
Van P4O10 zijn ten minste vier verschillende kristalvormen bekend. De meest voorkomende, zoals in de afbeelding, bestaat uit moleculen met de formule P4O10. Zwakke vanderwaalskrachten houden deze moleculen in een hexagonale kristalstructuur bijeen, al is dit niet de meest compacte manier om deze moleculen in een kristal te plaatsen. De structuur van het P4O10 lijkt erg op die van adamantaan met een Td symmetrie. Hierin lijkt het erg op het overeenkomstige anhydride van fosforigzuur, P4O6. In de laatste ontbreken de uit het molecule stekende zuurstofatomen. P4O10 heeft een dichtheid van 2,30 g/cm³. Onder atmosferische druk kookt het bij 423 °C, maar bij snel verwarmen kan het ook sublimeren.
De andere modificaties zijn polymere vormen van P4O10, maar in alle gevallen is elk fosforatoom gebonden aan een tetraëder van vier zuurstofatomen, waarvan een voorkomt als terminale P=O binding. De O-vorm (dichtheid 3,05 g/cm³, smeltpunt 580 °C) vormt een gelaagde structuur bestaande uit onderling verbonden P6O6ringen. Hiermee lijkt deze stof op bepaalde polysilicaten. Een vorm met een lagere dichtheid, de O'-vorm, bestaande uit een driedimensionaal netwerk is ook bekend (dichtheid 2,72 g/cm³). De laatste polymorf is een glas of amorfe vorm; het ontstaat bij smelten van elke van de andere vormen.
|                              |                      |
| deel van een o′-(P2O5)∞ laag | o′-(P2O5)∞ stapeling |

## Toepassingen
P4O10 is een krachtig droogmiddel zoals ook blijkt uit het exotherme karakter van de hydrolyse-reactie (ΔH = −177 kJ/mol):
{\displaystyle {\ce {P4O10 + 6H2O -> 4H3PO4}}}
De toepasbaarheid van de stof als droogmiddel is echter minder dan verwacht zou worden door de vorming van een beschermende, viskeuze laag over de stof die dieper gelegen, nog droge stof, afschermt voor vochtopname. Een granulaire vorm wordt van P4O10 wordt in desiccatoren en droogpistolen gebruikt.
In lijn met zijn wateronttrekkende eigenschappen wordt P4O10 ook in de organische synthese gebruikt. De bekendste toepassing op dit gebied is de omzetting van amiden in nitrilen:
{\displaystyle {\ce {P4O10 + RC(=O)NH2 -> P4O9(OH)2 + RCN}}}
De hier gegeven formule P4O9(OH)2 is een geïdealiseerde formule voor de niet nader gedefinieerde stoffen die ontstaan bij de hydratatie van P4O10.
Het Onodera-reagens, een oplossing van difosforpentoxide in DMSO, wordt toegepast in de oxidatie van alcoholen. Deze reactie lijkt erg op de Swern-oxidatie.
Het Eatons-reagens (7,7 gew% fosforpentoxide-oplossing in methaansulfonzuur) wordt gebruikt als alternatief voor polyfosforzuur in chemische synthese om acyleringsreacties te versnellen.
Het wateronttrekkende effect van P4O10 is groot genoeg om een groot aantal minerale zuren om te zetten in hun anhydriden. Bijvoorbeeld: HNO3 wordt omgezet in N2O5;  H2SO4 in SO3;  HClO4 wordt omgezet in Cl2O7.

## Andere fosforoxiden
Naast de twee bekendste fosforoxiden, difosfortrioxide en difosforpentoxide, zijn andere oxiden bekend: P4O7, P4O8 en P4O9.

## Toxicologie en veiligheid

### Algemeen
De stof is niet brandbaar, maar reageert heftig met water en stoffen waar water in zit, zoals hout of katoen. Bij deze reacties komt veel warmte vrij, waarbij zelfs brand kan ontstaan. De stof is corrosief ten opzichte van metalen. Difosforpentoxide kan ernstige brandwonden veroorzaken in de ogen en op de huid, slijmvliezen, en de luchtwegen. Dit is zelfs nog het geval bij concentraties ter grootte van 1 mg/cm³.

### Brand
Tijdens brandbestrijding dient een volledig beschermend pak gedragen te worden, water mag niet direct in de brandhaard gespoten worden. De brand dient geblust te worden met een poederblusser, koolstofdioxide, of alcohol-bestendig schuim.

### EHBO
- Inademing: Breng onmiddellijk in frisse lucht, waarschuw een arts.
- Ogen: Spoel overvloedig met water, waarschuw een arts.
- Huid: Spoel overvloedig met water, waarschuw een arts.